# Schlotheimia microphylla
Schlotheimia microphylla är en bladmossart som beskrevs av Bescherelle 1880. Schlotheimia microphylla ingår i släktet Schlotheimia och familjen Orthotrichaceae. Inga underarter finns listade i Catalogue of Life.